# Bestenliste spanischer Triathletinnen auf der Ironman-Distanz

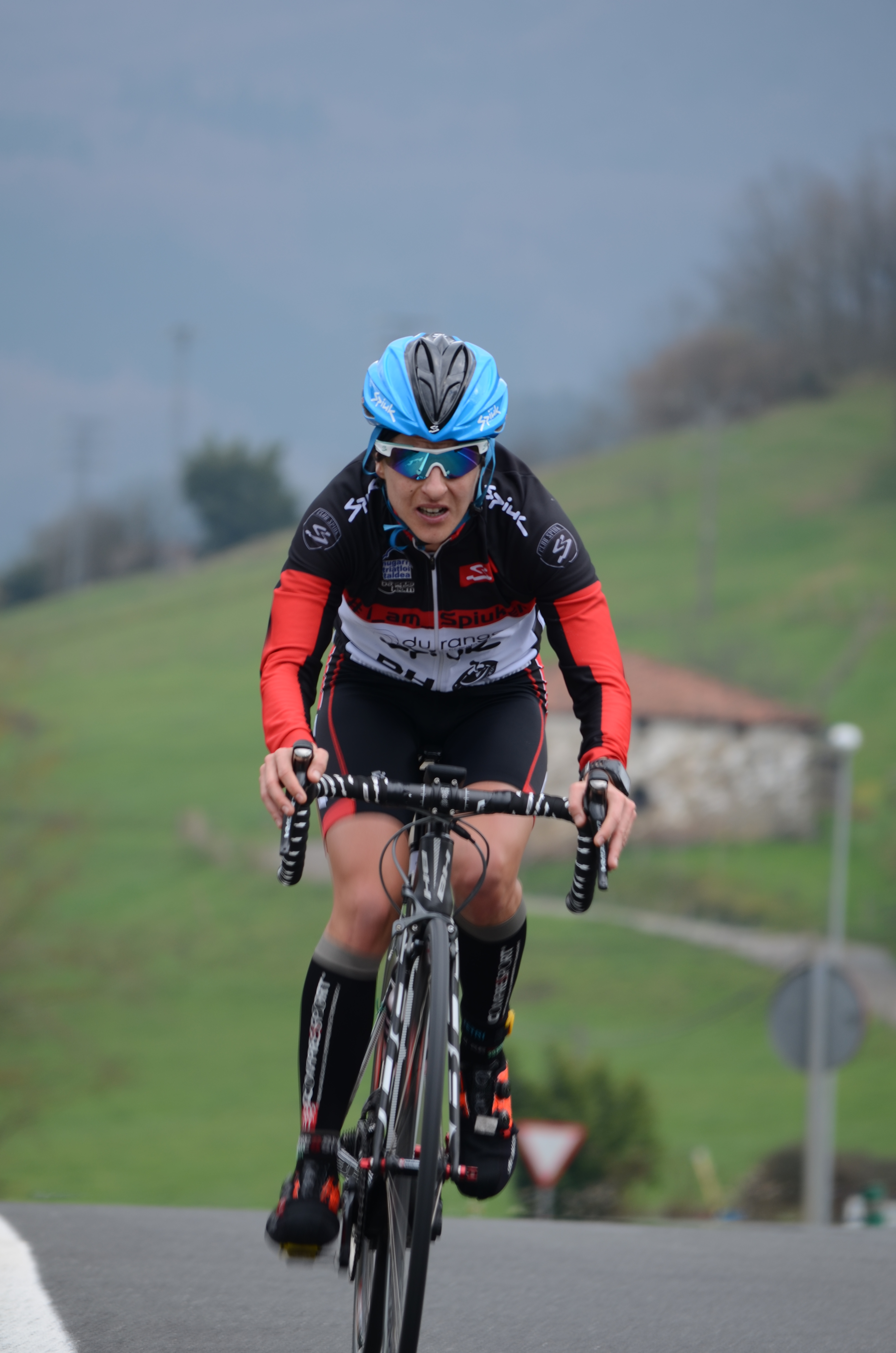
Gurutze Frades

Die Bestenliste spanischer Triathletinnen auf der Ironman-Distanz umfasst alle Zeiten, die weltweit von spanischen Frauen bei einem Triathlon über die Langdistanz bzw. Ironman-Distanz (3,86 km Schwimmen, 180,2 km Radfahren und 42,2 km Laufen) erzielt wurden(Stand: 17. März 2025). 

## Bedingungen
Jede Athletin wird hier mit ihrer persönlichen Bestzeit angeführt. Berücksichtigt wurden Zeiten von Amateuren und Profis unter 9:20 Stunden seit Oktober 1982.(Stand: 25. August 2024)
Wettkämpfe, bei denen witterungsbedingt nur ein Duathlon ausgetragen wurde, oder Teildistanzen stark durch den Veranstalter verkürzt wurden, finden keine Berücksichtigung. Eine offizielle Vermessung der Strecken, wie in der Leichtathletik mit dem Jones-Counter, erfolgt im Triathlon bis jetzt nicht. Die Rennen sind deshalb aufgrund einer nicht ganz genauen Länge nur begrenzt bzw. eingeschränkt vergleichbar. 
Auch die Zeiten bei ein und demselben Wettkampf, wie auch auf Hawaii, sind durch Streckenänderungen, Baustellen, Beschaffenheit oder Veränderung des Straßenbelags, Verlegungen und Veränderungen der Wechselzonen, nicht vergleichbar. Bei den hier aufgeführten Zeiten handelt es sich um Ergebnisse, die bei Wettkämpfen mit offiziellem Windschattenverbot erzielt worden sind. Die offiziellen Verbände ITU und ETU führen keine Rekorde oder Bestenlisten.

## Liste
| Platz | Name                 | Jahr | Zeit    | Veranstaltung     | Bemerkung / Titel                                 | Quelle |
| ----- | -------------------- | ---- | ------- | ----------------- | ------------------------------------------------- | ------ |
| 1     | Gurutze Frades       | 2021 | 8:31:12 | Ironman Mexico    | 4 × SM 2011–2014                                  | [ 1 ]  |
| 2     | Marta Sánchez        | 2024 | 8:31:32 | Ironman Barcelona |                                                   | [ 2 ]  |
| 3     | Judith Corachán      | 2022 | 8:46:29 | Challenge Roth    | SM 2015                                           | [ 3 ]  |
| 4     | Merce Tusell         | 2019 | 9:06:31 | Ironman Barcelona |                                                   | [ 4 ]  |
| 5     | Virginia Berasategui | 2009 | 9:15:28 | Ironman Hawaii    | WM 2003 EM 2009, 2010 2013 wegen Dopings gesperrt | [ 5 ]  |

(SM = Spanische Meisterin, EM = Europameisterin, WM = Weltmeisterin)